# Chotcza Dolna
Chotcza Dolna – wieś sołecka w Polsce położona w województwie mazowieckim, w powiecie lipskim, w gminie Chotcza. 
| SIMC    | Nazwa     | Rodzaj     |
| ------- | --------- | ---------- |
| 0616110 | Chałupki  | przysiółek |
| 0616103 | Wiśniówek | część wsi  |

W latach 1975–1998 miejscowość administracyjnie należała do województwa radomskiego.

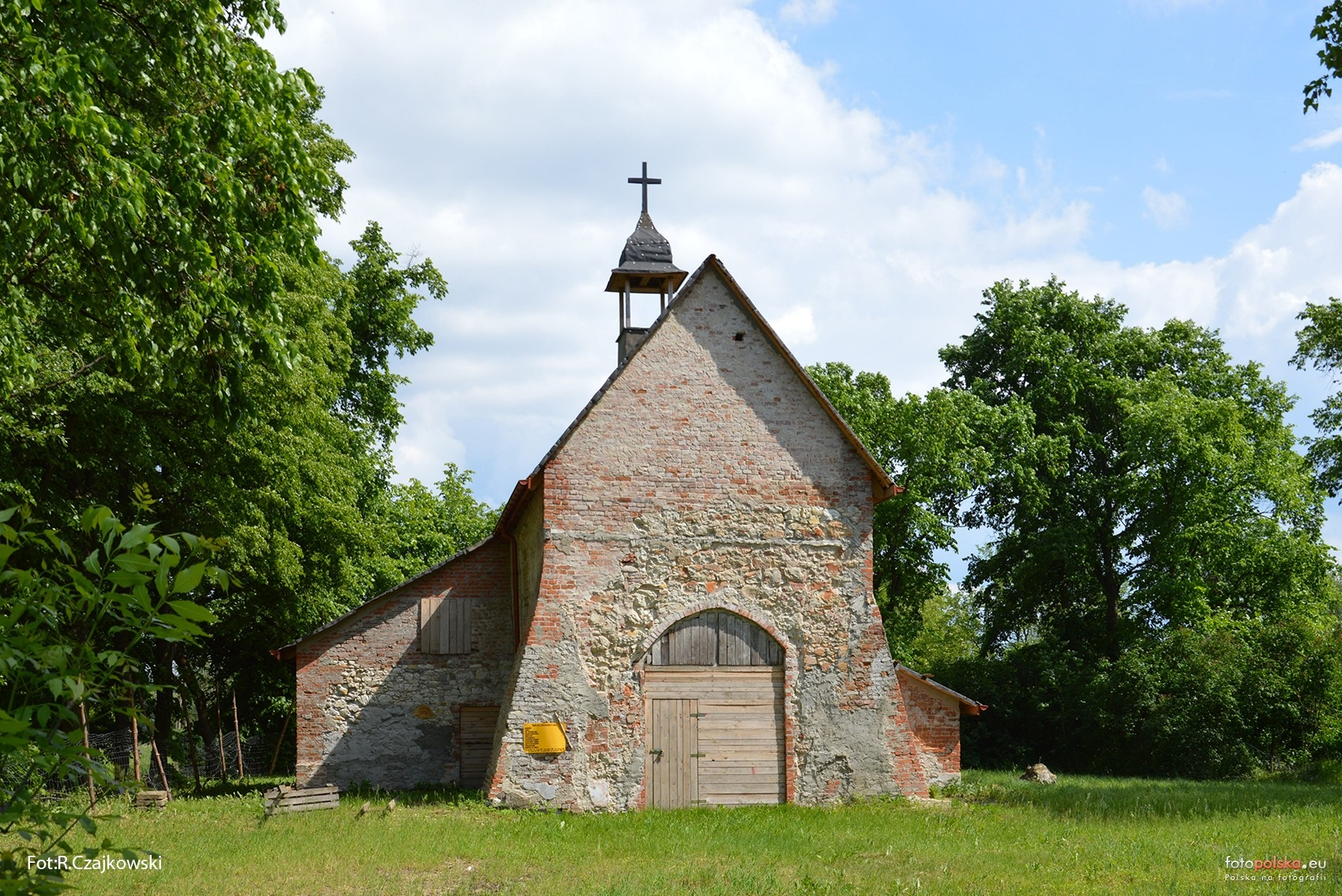
Stary kościółek nad Wisłą

Wieś jest siedzibą  rzymskokatolickiej parafii Świętej Trójcy. Parafia i kościół istnieją w Chotczy Dolnej od XV wieku. Na początku XV wieku kościół w Chotczy posiadał kaplicę filialną w Siennie.
Zachowały się w Chotczy dwa zabytkowe kościoły: stary, obecnie opuszczony, nad Wisłą, w bardzo malowniczej okolicy oraz nowy, zbudowany według projektu Oskara Sosnowskiego w latach międzywojennych w tzw. stylu narodowym.